# DNK sekvenator
DNK sekvenator je uređaj koji se primjenjuje u određivanju slijeda nukleotida u molekuli DNK i za određivanje dužine fragmenata DNK (mikrosatelita).
Sekvenatorom DNK automatiziralo se proces sekvenciranja DNK. Analizirajući poredak četiriju baza: adenina, gvanina, citozina i timina u lancu DNK. Poredak baza DNK u izvješću izgleda kao tekstualni string.
Neke sekvenatore DNK može se smatrati optičkim instrumentom, jer analiziraju svjetlosne signale koji potječu od fluorofora koje su se prikačile za nukleotide.
Prvi automatizirani sekvenator DNK izumio je Lloyd M. Smith, a uveo ga je Applied Biosystems 1987. godine Djelovao je po Sangerovoj metodi, tehnologiji koja je tvorila osnovicu "prve generacije" sekvenatora DNK i omogućila dovršenje Projekta humanog genoma 2001. godine.
U današnjici je u tijeku razvitak treće generacije tehnologija sekvenciranja DNK.